# Kyle Lee
Kyle Lee, född 23 februari 2002, är en australisk simmare som tävlar i öppet vatten-simning.

## Karriär
Vid olympiska sommarspelen 2024 i Paris slutade Lee på 13:e plats i 10 km öppet vatten. Vid VM 2025 i Singapore tog han brons i 10 km öppet vatten.